# شركة بي تي تي العامة المحدودة
شركة بي تي تي العامة المحدودة أو باختصار PTT (بالتايلندية: ปตท)‏ هي شركة النفط والغاز التايلندية المملوكة للدولة مقيدة ببورصة تايلاند. كانت تُعرف سابقًا باسم هيئة البترول في تايلاند ، وتمتلك خطوط أنابيب غازية واسعة النطاق في خليج تايلاند، وهي شبكة من محطات LPG في جميع أنحاء المملكة، وتشارك في توليد الكهرباء، والمنتجات البتروكيماوية، واستكشاف وإنتاج النفط والغاز، وتجارة التجزئة للبنزين. الأعمال.
وتشمل الشركات التابعة بي تي تي للإنتاج والإستكشاف ، بي تي تي العالمية الكيميائية ، بي تي تي باسيفك أسيا للتعدين ،  و بي تي تي للطاقة الخضراء .
هي أكبرالشركات في البلاد وأيضًا الشركة الوحيدة من تايلاند المدرجة في شركات فورتيشن جلوبال 500. احتلت الشركة المرتبة 81 من بين أفضل 500 شركة في قائمة فورتيشن 500، و 180 في قائمة فوربس2000   تأسست في عام 1978 (باعتبارها هيئة البترول في تايلاند) كمؤسسة مملوكة للدولة، في ظل حكومة رئيس الوزراء الجنرال كريانجساك تشومانان. تم تشكيله عن طريق اقتران بين منظمة الوقود التايلندية (التايلاندية: องค์การ เชื้อเพลิง) التابعة لوزارة الطاقة الدفاعية ومنظمة الغاز الطبيعي التايلندية (التايلاندية: องค์การ ก๊าซ ธรรมชาติ แห่ง ประเทศไทย) التابعة لوزارة الصناعة.

## المالية
في عام 2016، حققت إيرادات بلغت 1737148 مليون باهت، وصافي إيرادات بلغت 94609 مليون باهت، وأصول بلغت 2232331 مليون باهت، وإجمالي حقوق الملكية 762.948 مليون باهت.
تم تعويض 15 من مدراء PTT بمبلغ 14.9 مليون باهت في مقابل بدلات في عام 2016، بالإضافة إلى 38.7 مليون باهت في المكافآت. وكان راتب الرئيس والمدير التنفيذي لهذا العام 30.6 مليون باهت بالإضافة إلى 9.6 مليون باهت مكافأة. :137-138 استخدمت الشركة في عام 2016 4,616 (PTT) :139 و 24,680 في الشركات التابعة. :140 بلغ إجمالي التعويضات لموظفي PTT في عام 2016، باستثناء الإدارة العليا، 9,651 مليون باهت. :140

## عمليات

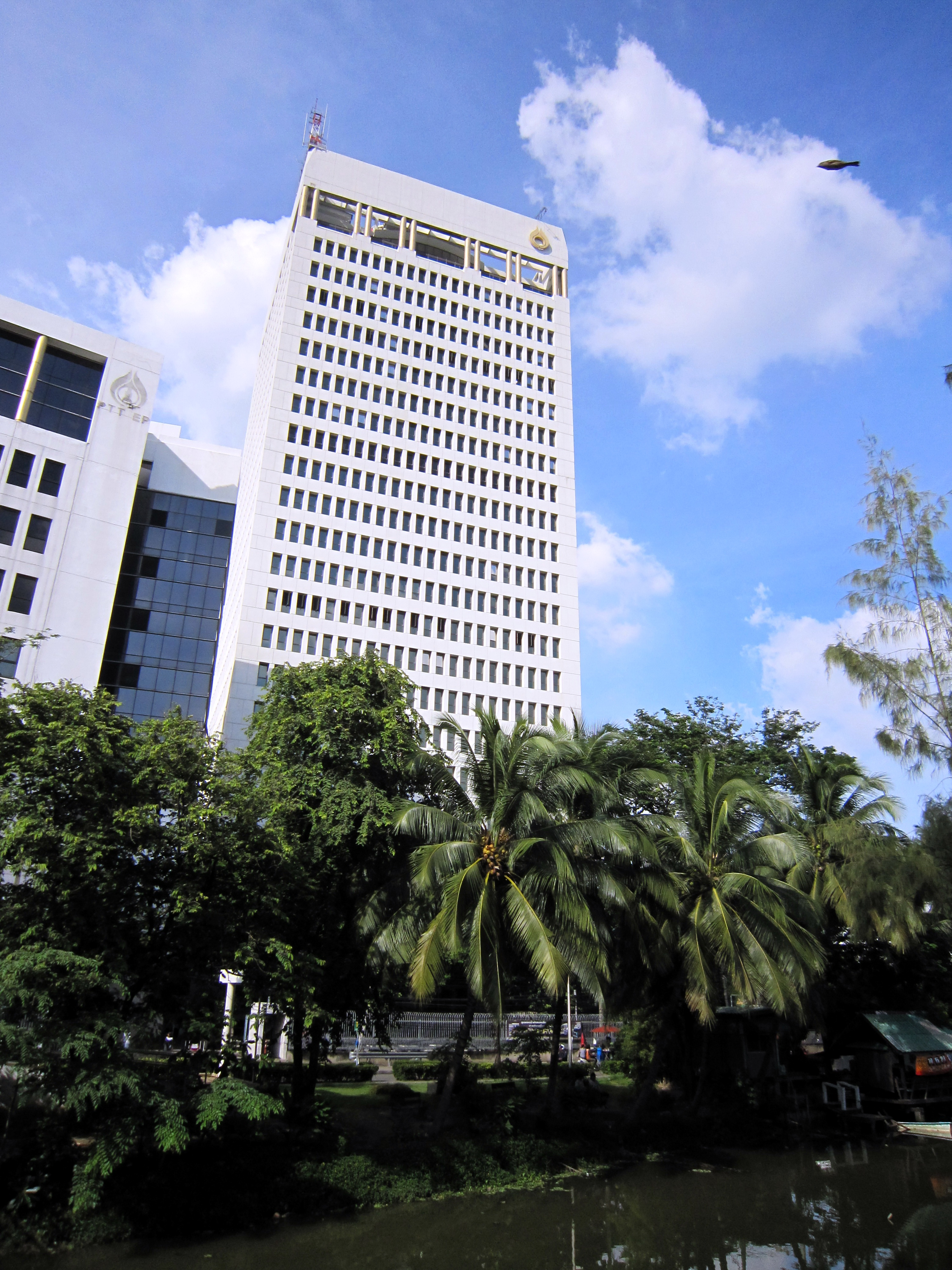
مقر PTT في بانكوك

في عام 2012، اشترت شركة PTT نسبة 55 بالمائة المتبقية من شركة سقاري للموارد، وهي شركة منجم فحم سنغافوري.

## فينكوركس
فينكوركس هي مشروع مشترك بين بي تي تي العالمية الكيميائية مجموعة بريستروب، التي تم إنشاؤها في عام 2012، ومقرها في منطقة رون ألب الفرنسية. ومن هو صاحب التكنولوجيا وشركة كبرى لتصنيع الأيزوسيانات، ولا سيما التولوين الدي إيزوسيانات (TDI)، hexamethylene الدي إيزوسيانات (HDI، IPDI) ومشتقاته.

## تسرب النفط
تسرب نفط مونتارا 2009، 250   أدت الكيلومترات قبالة الساحل الشمالي الغربي لأستراليا إلى «تدفق الآلاف من براميل النفط إلى المحيط على مدار 10 أسابيع بعد انفجار في منصة غرب الأطلس PTTEP الأسترالية في بحر تيمور». الوحدة الأسترالية لاستكشاف وإنتاج PTT (PTTEP) «اعترفت بأربع رسوم» في تسرب 2009.
انسكاب النفط في رايونغ 2013  بدأ في ليلة 28 يوليو 2013. تسرب النفط (من خط أنابيب) على بعد 35 كيلومترا من كو سامت الصورة آو فراو، أدى بيتش في شاطئ إغلاقها والسياح في اجلاء بعد انسكاب بلغ الشاطئ. حدث تسرب النفط الخام 20   على بعد كيلومترات من البر الرئيسي لتايلاند، «عندما كسر خرطوم عائم ينقل النفط من ناقلة إلى خط أنابيب لتكرير البترول، أرسل 50 ألف لتر من النفط تتسرب إلى المياه الساحلية».  في 7 أغسطس 2013، ذكرت وسائل الإعلام أن إدارة التحقيقات الخاصة استولت على خط إمدادات النفط، المشتبه في أنه معيب.

## الطاقة الخضراء
في نوفمبر 1993، أنشأ رئيس وزراء تايلاند السابق أناند بانياراتشون مجلس أعمال تايلاند للتنمية المستدامة. في عام 2010، أعلن رئيس PTT والرئيس التنفيذي لشركة Prasert Bunsumpun أن PTT ستتوسع في إنتاج المزيد من الطاقة المتجددة.
تمتلك PTT العديد من الشركات التابعة، بما في ذلك PTTGC و TOP و BCP و PTTEP ، وكلها تعمل على إنتاج طاقة صديقة للبيئة أكثر. في عام 2014، أكملت Bangchak Petroleum مشروع Sunny Bangchak ، وهو محطة توليد كهرباء ضوئية من السيليكون بقدرة 38 ميجاوات، وهو الأكبر من نوعه في جنوب شرق آسيا. في سبتمبر 2014، تم الاعتراف بـ Thai Oil Public Company Limited (TOP)، وهي شركة تابعة أخرى تابعة لشركة PTT ، كرائد في استدامة الأعمال من خلال مؤشر داو جونز للاستدامة. أثبتت شركة Thai Oil (TOP) أنها شركة صديقة للبيئة، مع عدم الإبلاغ عن أي انتهاكات للقوانين البيئية.
تقوم الشركة أيضًا بإنتاج وتوزيع الإيثانول من قصب السكر عبر قنوات مختلفة مثل Maesod Clean Energy و Sapthip و Ubon Bio Ethanol. في أغسطس 2014، PTT العالمية الكيميائية (PTTGC) جنبا إلى جنب مع يوميات الرئيسية و NatureWorks أعلن، Ingeo الصديقة للبيئة البلاستيك الحيوي الزبادي الكأس. تسعى PTTGC لتصبح لاعبًا رئيسيًا في المواد الكيميائية الحيوية.

## قضية الرشوة
في إجراء اتخذته وزارة العدل الأمريكية (DOJ) ضد شركة رولز رويس لصناعة محركات الطائرات،  :4, 6, 9-12 زعمت وزارة العدل أن رولز رويس دفعت أكثر من 11 مليون دولار أمريكي كعمولات للفوز بـ التعامل مع الخطوط الجوية التايلاندية، مع العلم أن بعض الأموال ستُستخدم لرشوة المسؤولين في PTT وفرعها، بي تي تي للإنتاج والإستكشاف. تم سداد المدفوعات من عام 2003 إلى 2013 وكانت تتعلق بعقود المعدات والمنتجات والخدمات بعد السوق. واعترافًا بذنبها، دفعت شركة رولز رويس مبلغ 170 مليون دولار أمريكي لتسوية القضية. تعهد PTT للتحقيق. بعد ذلك، قال رئيس مجلس إدارة شركة PTT والرئيس التنفيذي لشركة تيفين فونجفانيش لشركة لم تتمكن من العثور على أي شخص «يزعم أنه تلقى رشا».

## روابط خارجية
- شركة PTT العامة المحدودة
- تاريخ صناعة النفط في تايلاند من 1946 إلى 1978
- عرضت شركة PTT Public Company Limited دائمًا أقل سعر للمستهلكين للتر الواحد في تايلاند
- بطاقة PTT الزرقاء للمستهلكين الذين يقدمون خصومات وقسائم